# Dalheim (Luxembourg)
Pour les articles homonymes, voir Dalheim.
Dalheim (en luxembourgeois : Duelem) est une localité luxembourgeoise et le chef-lieu de la commune portant le même nom située dans le canton de Remich.

## Géographie

### Sections de la commune
- Dalheim (siège)
- Filsdorf
- Welfrange

## Histoire

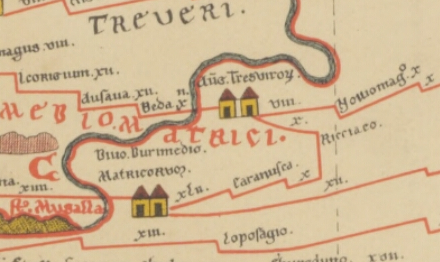
Ricciacum sur la table de Peutinger.

Le village de Dalheim englobe les vestiges d’un important vicus gallo-romain, situé la voie romaine entre Divodurum Mediomatricorum (Metz) et Augusta Treverorum (Trèves). La découverte des fragments d’un grand autel, en 2008, confirme que le site correspond au vicus gallo-romain Ricciacum, mentionné dans la table de Peutinger sous le nom de Ricciaco.
L’origine de Ricciacum, créé comme relais sur la voie romaine, peut ainsi être datée à l’an 18 – 17 av. J.-C. Le relais routier a été détruit une première fois par les incursions des peuples germaniques en 275-276, une seconde fois en 353-355 puis définitivement en 407 lors des invasions barbares.
L’apogée de Ricciacum se situe entre la fin du Ier et le milieu du IIIe siècle. Il disposait de nombreux bâtiments publics, thermes, théâtre et temples et de quartiers d'habitation et d'artisanat.

## Politique et administration

### Liste des bourgmestres
| Identité                     | Période         | Période         | Durée                     | Étiquette |
| Identité                     | Début           | Fin             | Durée                     | Étiquette |
| ---------------------------- | --------------- | --------------- | ------------------------- | --------- |
| Marie-Anne Mousel-Schmit (d) |                 | 6 novembre 2011 |                           | DP        |
| Joseph Heisbourg (d)         | 7 novembre 2011 | En cours        | 13 ans, 4 mois et 7 jours |           |

## Population et société

### Démographie
L'évolution du nombre d'habitants est connue à travers les recensements de la population effectués dans le pays depuis 1821. Les recensements décennaux de la population permettent de caler les chiffres sur la composition de la population par sexe, âge, nationalité et commune de résidence. Entre deux recensements, la population au 1er janvier de l’année {\displaystyle x} est évaluée en ajoutant à la population au 1er janvier de l’année {\displaystyle x-1} les soldes naturel (naissances {\displaystyle -} décès) et migratoire (arrivées {\displaystyle -} départs) de l'année. La même méthode est appliquée pour la répartition par âge au 1er janvier et les effectifs totaux par nationalité. Depuis le 1er septembre 2023, le Luxembourg dénombre 100 communes.
Au 1er janvier 2024, la commune comptait 2 389 habitants.
| 1821  | 1851  | 1871  | 1880  | 1890  | 1900  | 1910  | 1922  | 1930  |
| ----- | ----- | ----- | ----- | ----- | ----- | ----- | ----- | ----- |
| 1 082 | 1 698 | 1 603 | 1 630 | 1 568 | 1 473 | 1 456 | 1 298 | 1 321 |

| 1935  | 1947  | 1960  | 1970  | 1978  | 1979  | 1981  | 1983  | 1984  |
| ----- | ----- | ----- | ----- | ----- | ----- | ----- | ----- | ----- |
| 1 216 | 1 205 | 1 088 | 1 044 | 1 188 | 1 198 | 1 229 | 1 270 | 1 270 |

| 1985  | 1986  | 1987  | 1988  | 1989  | 1990  | 1991  | 1992  | 1993  |
| ----- | ----- | ----- | ----- | ----- | ----- | ----- | ----- | ----- |
| 1 270 | 1 300 | 1 310 | 1 355 | 1 370 | 1 381 | 1 425 | 1 443 | 1 457 |

| 1994  | 1995  | 1996  | 1997  | 1998  | 1999  | 2000  | 2001  | 2002  |
| ----- | ----- | ----- | ----- | ----- | ----- | ----- | ----- | ----- |
| 1 538 | 1 571 | 1 628 | 1 682 | 1 695 | 1 702 | 1 703 | 1 706 | 1 734 |

| 2003  | 2004  | 2005  | 2006  | 2007  | 2008  | 2009  | 2010  | 2011  |
| ----- | ----- | ----- | ----- | ----- | ----- | ----- | ----- | ----- |
| 1 747 | 1 802 | 1 847 | 1 895 | 1 943 | 1 950 | 1 993 | 1 980 | 1 942 |

| 2012  | 2013  | 2014  | 2015  | 2016  | 2017  | 2018  | 2019  | 2020  |
| ----- | ----- | ----- | ----- | ----- | ----- | ----- | ----- | ----- |
| 1 971 | 1 995 | 2 012 | 2 033 | 2 045 | 2 148 | 2 262 | 2 325 | 2 356 |

| 2021  | 2022  | 2023  | 2024  | - | - | - | - | - |
| ----- | ----- | ----- | ----- | - | - | - | - | - |
| 2 358 | 2 385 | 2 408 | 2 389 | - | - | - | - | - |

Pour des raisons techniques, il est temporairement impossible d'afficher le graphique qui aurait dû être présenté ici.